# Dariusz Wysocki
Dariusz Wysocki – polski biolog, dr hab. nauk biologicznych, profesor uczelni Instytutu Nauk o Morzu i Środowisku Uniwersytetu Szczecińskiego.

## Życiorys
W 1985 ukończył studia biologiczne na Uniwersytecie Mikołaja Kopernika w Toruniu, 24 lutego 1995 obronił pracę doktorską Awifauna lęgowa lasu bukowego w Puszczy Bukowej pod Szczecinem, 14 grudnia 2006 habilitował się na podstawie pracy zatytułowanej Wpływ morfologii i wieku na strategie rozrodcze kosów Turdus merula w parkach Szczecina. Został zatrudniony na stanowisku profesora i kierownika w Katedrze Anatomii i Zoologii Kręgowców na Wydziale Biologii Uniwersytetu Szczecińskiego.
Był profesorem nadzwyczajnym w Katedrze Zoologii Kręgowców i Antropologii i prodziekanem na Wydziale Biologii Uniwersytetu Szczecińskiego.
Awansował na stanowisko profesora uczelni w Instytucie Nauk o Morzu i Środowisku na Uniwersytecie Szczecińskim.